# Voe (Boddam)

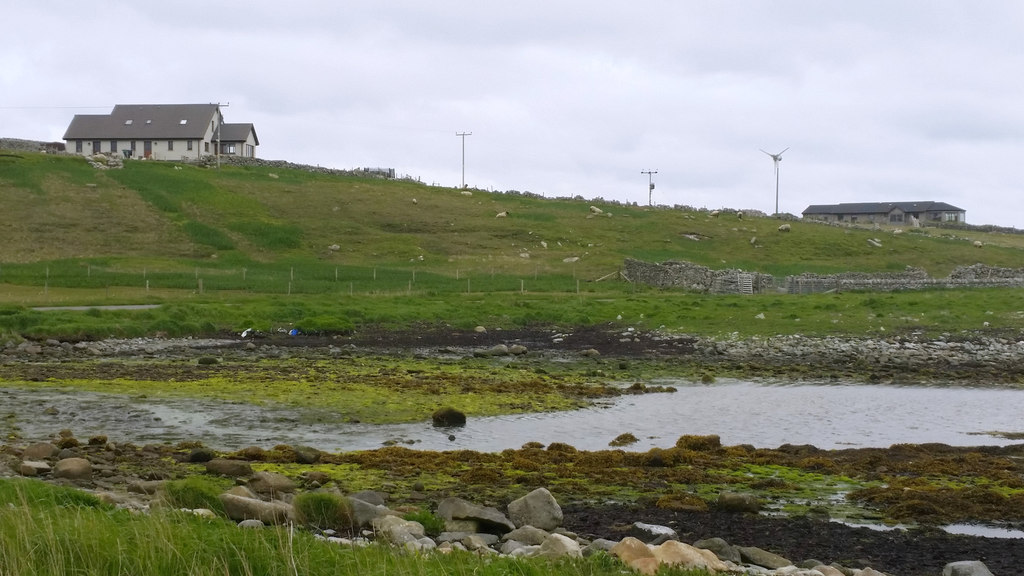
Am nordwestlichen Ende der Bucht

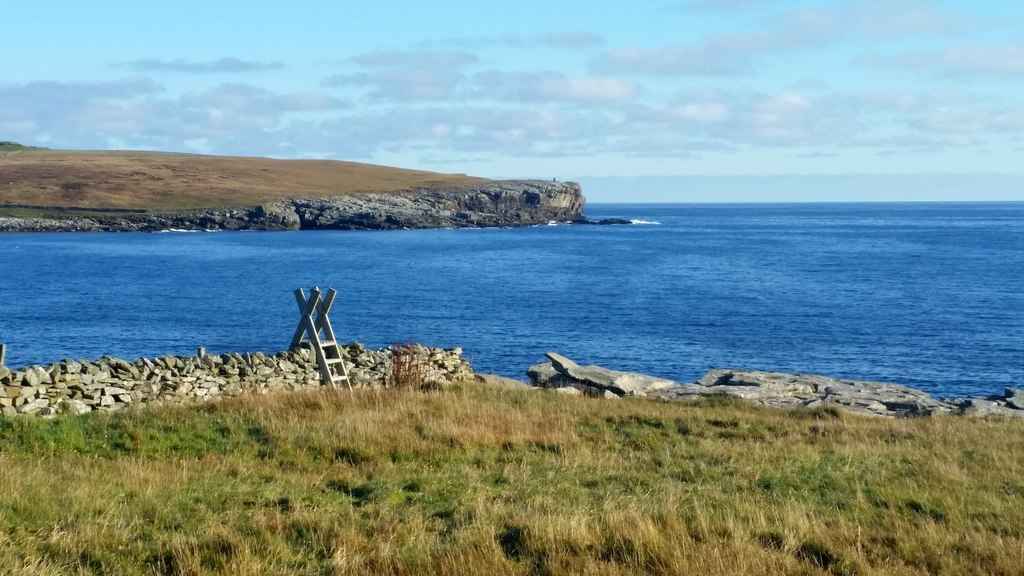
Öffnung der Bucht zum Meer

Die Voe ist eine Meeresbucht (Voe), die im Süden der zu Schottland zählenden Shetlands liegt.

## Geographie
Die Voe ist eine kleine Bucht, die an der östlichen Küste der Insel Mainland liegt und hat eine grob dreieckige Form. Nördlich des landseitigen Endes im Nordwesten liegt die Ortschaft Boddam. Im Osten öffnet sie sich zur Nordsee mit dem Lambhoga Head am südlichen Ende.

## Historisches
Im Rahmen der historischen Gliederung Schottlands in Civil Parishes zählt die Voe zu Dunrossness.